# Нове Тінчуріно
Нове Тінчу́ріно (рос. Новое Тинчурино, чув. Тĕмер) — село у складі Яльчицького району Чувашії, Росія. Входить до складу Кільдюшевського сільського поселення.
Населення — 659 осіб (2010; 826 у 2002).
Національний склад:
- чуваші — 99 %